# Xaxa
Xaxa est une ville du Botswana en Afrique.